# Antigone (Garnier)
Pour les articles homonymes, voir Antigone.
Antigone ou la piété est la sixième tragédie humaniste du dramaturge français Robert Garnier, publié en 1580.

## Personnages
Edipe (Œdipe), Antigone (sa fille), Iocaste (sa mère/épouse), Messager, Polynice (fils d'Œdipe), Hémon (fils de Créon), Ismène (fille d'Œdipe), chœur de Thébains, Créon (frère de Iocaste), chœur de vieillards, les gardes du corps de Polynice, chœur de filles thébaines, Euridice (femme de Créon), Dorothée.

## Résumé
Toute la pièce se déroule devant les portes de Thèbes, l'acte I plus éloigné dans les montagnes, les autres sous les murs de la ville.
Acte I: Œdipe essaie de convaincre Antigone de le laisser finir seul sa misérable vie d'aveugle. Antigone refuse. Impressionné par la vertu (la piété) de sa fille, Œdipe consent de vivre avec elle dans une caverne, mais l'envoie à Thèbes pour aider sa mère à apaiser ses deux frères.
Acte II: Iocaste intervient dans la bataille que sont sur le point de se livrer les Thébains sous la commande d'Étéocle et les Argiens pour le compte de son frère Polynice. Elle n'arrive pas à convaincre les deux frères.
Acte III: Iocaste, apprenant par un messager, qu'Étéocle et Polynice se sont entre-tués dans un combat singulier, se suicide sur scène. Hémon essaie de consoler Antigone, lui assurant de son amour. Antigone, malgré son amour pour Hémon, préfère se consacrer au soin de son père.
Acte IV: Antigone est décidée à donner sépulture à Polynice, malgré l'interdiction de Créon, qui a hérité de la couronne thébaine. Elle se fait prendre et est condamnée à mort par Créon. Hémon essaie de convaincre son père de l'iniquité de cette condamnation et entre en conflit avec lui. Antigone est enfermée dans une grotte pour y mourir de faim.
Acte V: Un messager vient rapporter la mort de Hémon, qui s'est suicidé ayant trouvé Antigone morte, suicidée, dans la grotte. Euridice, sa mère, sort, apprend la mort de Hémon, rentre et se tue. Créon entre avec le corps de Hémon et ne peut que se lamenter de la culpabilité qui l'écrase.

## Sources de Garnier
Garnier, de façon originale, construit sa pièce en combinant les matières de Les Phéniciennes de Sénèque (dans les actes I et II), la Thébaïde de Stace (acte III) et Antigone de Sophocle (acte IV et V). Pour éviter que cette tragédie déjà très longue (la plus longue de son œuvre) ne devienne encore plus longue, il supprime quelques épisodes, surtout de Sophocle. Garnier adoucit en général les caractères en supprimant la hargne de l'Œdipe de Sénèque et de l'Antigone de Sophocle, donnant également des sentiments de considération pour son époux à Iocaste, ou pour ses nièces à Créon. Les amours de Hémon et Antigone, que suggérés en passant par Sophocle, prennent plus d'ampleur ici.

## Contexte
Contre le décor des Guerres de Religion, la guerre fratricide entre Étéocle et Polynice prend toute sa signification. La pièce contient également quelques descriptions des désolations de la guerre (champs ruinés, fermes réquisitionnées, champs de bataille semés de cadavres en proie aux charognards) qui prennent plus d'ampleur que dans les textes imités.

## Postérité
Avant Jean Racine, qui fait plus d'un emprunt à Garnier dans sa Thébaïde, l'œuvre de Garnier continue de vivre dans l'Antigone de Jean de Rotrou. Rotrou ne reprend pas seulement l'idée de Garnier de combiner les Phéniciennes d'Euripide/Sénèque et Antigone de Sophocle, mais reprend à de très multiples reprises des vers de Garnier.

## Editions du texte
Robert Garnier, La Troade. Antigone. Paris: Les Belles Lettres, 1952. Texte établi et présenté par Raymond Lebègue. Vol. 4 des Œuvres complètes.
Robert Garnier, Antigone ou la Pieté. Paris: Classiques Garnier, 2007. Édition de Jean-Dominique Beaudoin. Collection Textes de la Renaissance, no. 17.  (ISBN 978-2-8124-5889-7)